# Gutman József
Gutman József (Kötcse, 1936. április 4. – 2016. november 5.) többszörös országos bajnok birkózó, mesteredző. Az olimpiai bajnok Repka Attila edzője.

## Sportpályafutása
Gutman József 1936. április 4-én született Kötcsén. Sportpályafutását 1951-ben kezdte a kaposvári birkózó egyesületnél, majd 1954-ben Miskolcra került és a Diósgyőri VTK-ban folytatta az élsportot. Pár hónapos újpesti kitérőjétől eltekintve egész pályafutása során a klub kötelékében maradt. Ifjúsági-majd felnőtt országos bajnok lett, nagy világversenyre mégsem jutott el soha, hiszen Polyák Imre abban az időben uralta súlycsoportját és fogásnemét. Ennek ellenére ért el szép eredményeket különböző nemzetközi versenyeket, így legyőzte a kor kiemelkedő birkózói közé tartozó szovjet Virupajevet és a finn Lehtorent.
Pályafutása befejezése után, 1967-től a Diósgyőri VTK edzője lett. Az ő nevéhez köthető az ún. „vasgyári” fogás, mint a sportág új technikai eleme. Később klubalapítóként és ügyvezető igazgatóként is segítette a miskolci birkózó szakosztályt. Két cikluson át volt a MOB tagja.Leghíresebb tanítványa Repka Attila, Barcelona 66 kg-os kötöttfogású olimpiai bajnoka.

## Magánélete
Repka Attila olimpiai győzelme után a birkózó társadalomban nagy port kavart, hogy a sportoló, aki pályafutása nagy részét a DVTK-ban töltötte, így az 1992-es barcelonai játékokra is Gutman József készítette fel, nem Gutmant hanem Görcsös Józsefet jelölte edzői életjárulékra. Az eset nagy vihart kavart, súlya nemcsak anyagi, hanem erkölcsi mivolta miatt is. Gutman József a Legfőbb Ügyészséghez fordult, azonban a mintegy 15 milliós összeget sohasem kapta meg.

## Sikerei, díjai
- Ötszörös felnőtt magyar bajnok
- Az 1965-ös tamperei kötöttfogású világbajnokság hatodik helyezettje
- mesteredző
- Magyar Sportért díj
- Magyar Népköztársaság Sportérem Ezüst fokozata
- Kiváló Munkáért díj
- Testnevelés és Sport Érdemes Dolgozója
- Miskolc Város Sportjáért